# Eliminacje do Mistrzostw Europy w Piłce Nożnej 2008/Grupa A
27 stycznia 2006 odbyło się losowanie grup eliminacyjnych Euro 2008. 50 zespołów narodowych, które biorą udział w tych rozgrywkach zostało podzielonych przez UEFA na sześć koszyków po siedem drużyn oraz jeden, w którym jest ośmiu uczestników. Do grupy A zostały rozlosowane następujące drużyny:
- Portugalia
- Serbia
- Belgia
- Finlandia
- Polska
- Armenia
- Azerbejdżan
- Kazachstan

Eliminacje w grupie A rozpoczęły się 16 sierpnia 2006, a skończyły 24 listopada 2007

## Tabela
| Drużyna     | Pkt | M  | Z | R | P | Br+ | Br- | +/- |
| ----------- | --- | -- | - | - | - | --- | --- | --- |
| Polska      | 28  | 14 | 8 | 4 | 2 | 24  | 12  | +12 |
| Portugalia  | 27  | 14 | 7 | 6 | 1 | 24  | 10  | +14 |
| Serbia      | 24  | 14 | 6 | 6 | 2 | 22  | 11  | +11 |
| Finlandia   | 24  | 14 | 6 | 6 | 2 | 13  | 7   | +6  |
| Belgia      | 18  | 14 | 5 | 3 | 6 | 14  | 16  | -2  |
| Kazachstan  | 10  | 14 | 2 | 4 | 8 | 11  | 21  | -10 |
| Armenia     | 9   | 12 | 2 | 3 | 7 | 4   | 13  | -9  |
| Azerbejdżan | 5   | 12 | 1 | 2 | 9 | 6   | 28  | -22 |

Uwagi:
Do finałów ME 2008 awansowały:
- Polska
- Portugalia

Bez awansu pozostały:
- Serbia
- Finlandia
- Belgia
- Kazachstan
- Armenia
- Azerbejdżan

## Wyniki
| 16 sierpnia 2006 20:45 CET | Belgia | 0:0(0:0)en | Kazachstan | Stade Constant Vanden Stock, Bruksela · Widzów: 15 495 · Sędzia: Mark Courtney ( Irlandia Północna) |
|                            |        |            |            | |

| 2 września 2006 20:15 CET | Serbia · Žigić 72' | 1:0(0:0)en | Azerbejdżan | Stadion Crvena Zvezda, Belgrad · Widzów: brak · Sędzia: Knut Kircher ( Niemcy) |
|                           |                    |            |             |                                                                                |

| 2 września 2006 20:30 CET | Polska · Garguła 90' | 1:3(0:0)en | Finlandia · Litmanen 54', 76' (k) · Väyrynen 84' | Stadion im. Zdzisława Krzyszkowiaka, Bydgoszcz · Widzów: 17 000 · Sędzia: Laurent Duhamel ( Francja) |
|                           |                      |            |                                                  | |

| 6 września 2006 16:00 CET | Azerbejdżan · Ladaga 16' | 1:1(1:1)en | Kazachstan · Biakow 36' | Stadion Tofika Bachramowa, Baku · Widzów: 18 000 · Sędzia: Zsolt Szabó ( Węgry) |
|                           |                          |            |                         |                                                                                 |

| 6 września 2006 18:00 CET | Armenia | 0:1(0:1)en | Belgia · Van Buyten 40' | Stadion Hanrapetakan, Erywań · Widzów: 8 000 · Sędzia: Gerald Lehner ( Austria) |
|                           |         |            |                         |                                                                                 |

| 6 września 2006 19:00 CET | Finlandia · Johansson 22' | 1:1(1:1)en | Portugalia · Gomes 42' | Stadion Olimpijski, Helsinki · Widzów: 38 015 · Sędzia: Konrad Plautz ( Austria) |
|                           |                           |            |                        |                                                                                  |

| 6 września 2006 20:30 CET | Polska · Matusiak 30' | 1:1(1:0)en | Serbia · Lazović 71' | Stadion Wojska Polskiego, Warszawa · Widzów: 5 000 · Sędzia: Graham Poll ( Anglia) |
|                           |                       |            |                      |                                                                                    |

| 7 października 2006 16:00 CET | Kazachstan | 0:1(0:0)en | Polska · Smolarek 52' | Stadion Centralny, Ałmaty · Widzów: 18 000 · Sędzia: Edo Trivković ( Chorwacja) |
|                               |            |            |                       |                                                                                 |

| 7 października 2006 18:00 CET | Armenia | 0:0(0:0)en | Finlandia | Stadion Hanrapetakan, Erywań · Widzów: 7 500 · Sędzia: Damir Skomina ( Słowenia) |
|                               |         |            |           |                                                                                  |

| 7 października 2006 20:15 CET | Serbia · Žigić 54' | 1:0(0:0)en | Belgia | Stadion Crvena Zvezda, Belgrad · Widzów: 35 000 · Sędzia: Domenico Messina ( Włochy) |
|                               |                    |            |        |                                                                                      |

| 7 października 2006 22:00 CET | Portugalia · Ronaldo 25', 63' · Carvalho 32' | 3:0(2:0)en | Azerbejdżan | Estádio do Bessa, Porto · Widzów: 20 000 · Sędzia: Mark Halsey ( Anglia) |
|                               |                                              |            |             |                                                                          |

| 11 października 2006 17:00 CET | Kazachstan | 0:2(0:1)en | Finlandia · Litmanen 27' · Hyypiä 65' | Stadion Centralny, Ałmaty · Widzów: 17 000 · Sędzia: Athanassios Briakos ( Grecja) |
|                                |            |            |                                       |                                                                                    |

| 11 października 2006 20:15 CET | Serbia · Stanković 54' (k) · Lazović 62' · Žigić 90+2' | 3:0(0:0)en | Armenia | Stadion Crvena Zvezda, Belgrad · Widzów: 20 000 · Sędzia: Georgios Kasnaferis ( Grecja) |
|                                |                                                        |            |         |                                                                                         |

| 11 października 2006 20:30 CET | Polska · Smolarek 9', 18' | 2:1(2:0)en | Portugalia · Gomes 90+2' | Stadion Śląski, Chorzów · Widzów: 40 000 · Sędzia: Wolfgang Stark ( Niemcy) |
|                                |                           |            |                          |                                                                             |

| 11 października 2006 20:45 CET | Belgia · Simons 24' (k) · Vandenbergh 47' · Dembélé 82' | 3:0(1:0)en | Azerbejdżan | Stade Constant Vanden Stock, Bruksela · Widzów: 12 000 · Sędzia: Romans Lajuks ( Łotwa) |
|                                |                                                         |            |             |                                                                                         |

| 15 listopada 2006 18:00 CET | Finlandia · Nurmela 10' | 1:0(1:0)en | Armenia | Finnair Stadium, Helsinki · Widzów: 9 445 · Sędzia: Craig Thomson ( Szkocja) |
|                             |                         |            |         |                                                                              |

| 15 listopada 2006 20:30 CET | Belgia | 0:1(0:1)en | Polska · Matusiak 19' | Stadion Króla Baudouina I, Bruksela · Widzów: 37 578 · Sędzia: Stuart Dougal ( Szkocja) |
|                             |        |            |                       |                                                                                         |

| 15 listopada 2006 22:00 CET | Portugalia · Sabrosa 8', 86' · Ronaldo 30' | 3:0(2:0)en | Kazachstan | Estádio Cidade de Coimbra, Coimbra · Widzów: 27 000 · Sędzia: René Rogalla ( Szwajcaria) |
|                             |                                            |            |            |                                                                                          |

| 24 marca 2007 14:00 CET | Kazachstan · Aszyrbekow 47' · Żumaskaljew 61' | 2:1(0:0)en | Serbia · Žigić 68' | Stadion Centralny, Ałmaty · Widzów: 15 000 · Sędzia: Vladimír Hriňák ( Słowacja) |
|                         |                                               |            |                    |                                                                                  |

| 24 marca 2007 18:00 CET | Polska · Bąk 3' · Dudka 6' · Łobodziński 35' · Krzynówek 58' · Kaźmierczak 84' | 5:0(3:0)en | Azerbejdżan | Stadion Wojska Polskiego, Warszawa · Widzów: 12 000 · Sędzia: Kristinn Jakobsson ( Islandia) |
|                         |                                                                                |            |             |                                                                                              |

| 24 marca 2007 22:00 CET | Portugalia · Gomes 53' · Ronaldo 55', 75' · Quaresma 69' | 4:0(0:0)en | Belgia | Estádio José Alvalade, Lizbona · Widzów: 47 009 · Sędzia: Kyros Vassaras ( Grecja) |
|                         |                                                          |            |        |                                                                                    |

| 28 marca 2007 17:00 CET | Azerbejdżan · Imamaliew 82' | 1:0(0:0)en | Finlandia | Stadion Tofika Bachramowa, Baku · Widzów: 14 000 · Sędzia: Domenico Messina ( Włochy) |
|                         |                             |            |           |                                                                                       |

| 28 marca 2007 20:30 CET | Polska · Żurawski 26' | 1:0(1:0)en | Armenia | Stadion Miejski, Kielce · Widzów: 15 000 · Sędzia: Alberto Undiano Mallenco ( Hiszpania) |
|                         |                       |            |         |                                                                                          |

| 28 marca 2007 20:30 CET | Serbia · Janković 37' | 1:1(1:1)en | Portugalia · Mendes 5' | Stadion Crvena Zvezda, Belgrad · Widzów: 55 000 · Sędzia: Bertrand Layec ( Francja) |
|                         |                       |            |                        |                                                                                     |

| 2 czerwca 2007 13:00 CET | Kazachstan · Bałtiew 88' (k) | 1:2(0:2)en | Armenia · Arzumanjan 31' · Howsepjan 39' (k) | Stadion Centralny, Ałmaty · Widzów: 17 100 · Sędzia: Pavel Kralovec ( Czechy) |
|                          |                              |            |                                              |                                                                               |

| 2 czerwca 2007 18:00 CET | Azerbejdżan · Subašić 6' | 1:3(1:0)en | Polska · Smolarek 63' · Krzynówek 66', 90' | Stadion Tofika Bachramowa, Baku · Widzów: 4 500 · Sędzia: Kostas Kapitanis ( Cypr) |
|                          |                          |            |                                            |                                                                                    |

| 2 czerwca 2007 18:15 CET | Finlandia | 0:2(0:1)en | Serbia · Janković 3' · Jovanović 86' | Stadion Olimpijski, Helsinki · Widzów: 33 615 · Sędzia: Manuel Mejuto González ( Hiszpania) |
|                          |           |            |                                      |                                                                                             |

| 2 czerwca 2007 20:45 CET | Belgia · Fellaini 55' | 1:2(0:1)en | Portugalia · Nani 43' · Postiga 64' | Stadion Króla Baudouina I, Bruksela · Widzów: 45 585 · Sędzia: Martin Hansson ( Szwecja) |
|                          |                       |            |                                     |                                                                                          |

| 6 czerwca 2007 14:00 CET | Kazachstan · Bałtiew 53' | 1:1(0:1)en | Azerbejdżan · Nadyrow 30' | Stadion Centralny, Ałmaty · Widzów: 11 800 · Sędzia: Albert Toussaint ( Luksemburg) |
|                          |                          |            |                           |                                                                                     |

| 6 czerwca 2007 17:30 CET | Armenia · Hamlet Mychitarian 66' | 1:0(0:0)en | Polska | Stadion Hanrapetakan, Erywań · Widzów: 12 500 · Sędzia: Pavel Cristian Balaj ( Rumunia) |
|                          |                                  |            |        |                                                                                         |

| 6 czerwca 2007 19:15 CET | Finlandia · Johansson 27' · Eremenko 71' | 2:0(1:0)en | Belgia | Stadion Olimpijski, Helsinki · Widzów: 34 818 · Sędzia: Mike Riley ( Anglia) |
|                          |                                          |            |        |                                                                              |

| 22 sierpnia 2007 18:00 CET | Finlandia · Eremenko 13' · Tainio 60' | 2:1(1:1)en | Kazachstan · Biakow 23' | Ratinan Stadion, Tampere · Widzów: 13 000 · Sędzia: Viktor Kassai ( Węgry) |
|                            |                                       |            |                         |                                                                            |

| 22 sierpnia 2007 18:00 CET | Armenia · Arzumanjan 12' | 1:1(1:1)en | Portugalia · Ronaldo 37' | Stadion Hanrapetakan, Erywań · Widzów: 15 550 · Sędzia: Claus Bo Larsen ( Dania) |
|                            |                          |            |                          |                                                                                  |

| 22 sierpnia 2007 20:45 CET | Belgia · Dembélé 10', 88' · Mirallas 30' | 3:2(2:0)en | Serbia · Kuzmanović 73', 90+1' | Stadion Króla Baudouina I, Bruksela · Widzów: 19 202 · Sędzia: Terje Hauge ( Norwegia) |
|                            |                                          |            |                                |                                                                                        |

| 8 września 2007 | Azerbejdżan | [ 3 ] | Armenia |  |
|                 |             |       |         |  |

| 8 września 2007 20:15 CET | Serbia | 0:0(0:0)en | Finlandia | Stadion Crvena Zvezda, Belgrad · Widzów: 15 000 · Sędzia: Eric Braamhaar ( Holandia) |
|                           |        |            |           |                                                                                      |

| 8 września 2007 22:00 CET | Portugalia · Maniche 50' · Ronaldo 73' | 2:2(0:1)en | Polska · Lewandowski 44' · Krzynówek 88' | Estádio da Luz, Lizbona · Widzów: 55 000 · Sędzia: Roberto Rosetti ( Włochy) |
|                           |                                        |            |                                          |                                                                              |

| 12 września 2007 | Armenia | [ 3 ] | Azerbejdżan |  |
|                  |         |       |             |  |

| 12 września 2007 17:00 CET | Kazachstan · Biakow 39' · Smakow 77' (k) | 2:2(1:2)en | Belgia · Geraerts 13' · Mirallas 24' | Stadion Centralny, Ałmaty · Widzów: 18 000 · Sędzia: Alexandru Dan Tudor ( Rumunia) |
|                            |                                          |            |                                      |                                                                                     |

| 12 września 2007 18:00 CET | Finlandia | 0:0(0:0)en | Polska | Stadion Olimpijski, Helsinki · Widzów: 34 088 · Sędzia: Herbert Fandel ( Niemcy) |
|                            |           |            |        |                                                                                  |

| 12 września 2007 22:00 CET | Portugalia · Simão 11' | 1:1(1:0)en | Serbia · Ivanović 88' | Estádio José Alvalade, Lizbona · Widzów: 47 000 · Sędzia: Markus Merk ( Niemcy) |
|                            |                        |            |                       |                                                                                 |

| 13 października 2007 17:00 CET | Azerbejdżan | 0:2(0:2)en | Portugalia · Alves 12' · Almeida 45' | Stadion Tofika Bachramowa, Baku · Widzów: 30 000 · Sędzia: Ivan Bebek ( Chorwacja) |
|                                |             |            |                                      |                                                                                    |

| 13 października 2007 20:45 CET | Belgia | 0:0(0:0)en | Finlandia | Stadion Króla Baudouina I, Bruksela · Widzów: 4 131 · Sędzia: Kostas Kapitanis ( Cypr) |
|                                |        |            |           |                                                                                        |

| 13 października 2007 16:00 CET | Armenia | 0:0(0:0)en | Serbia | Stadion Hanrapetakan · Widzów: 10 000 · Sędzia: Stefan Johannesson ( Szwecja) |
|                                |         |            |        |                                                                               |

| 13 października 2007 20:30 CET | Polska · Smolarek 56', 64', 65' | 3:1(0:1)en | Kazachstan · Biakow 20' | Stadion Wojska Polskiego, Warszawa · Widzów: 13 000 · Sędzia: Espen Bertesen ( Norwegia) |
|                                |                                 |            |                         |                                                                                          |

| 17 października 2007 14:00 CET | Kazachstan · Biakow 90+5' | 1:2(0:0)en | Portugalia · Makukula 84' · Ronaldo 90' | Stadion Centralny, Ałmaty · Widzów: 25 000 · Sędzia: Jan Wegereef ( Holandia) |
|                                |                           |            |                                         |                                                                               |

| 17 października 2007 18:00 CET | Azerbejdżan · Alijew 26' | 1:6(1:4)en | Serbia · Tošić 4' · Žigić 22', 42' · Janković 40' · Jovanović 75' · Lazović 84' | Stadion Tofika Bachramowa, Baku · Widzów: 9 000 · Sędzia: Thomas Einwaller ( Austria) |
|                                |                          |            |                                                                                 |                                                                                       |

| 17 października 2007 20:45 CET | Belgia · Sonck 63' · Dembele 68' · Geraerts 76' | 3:0(0:0)en | Armenia | Stadion Króla Baudouina I, Bruksela · Widzów: 14 812 · Sędzia: Johannes Valgeirsson ( Islandia) |
|                                |                                                 |            |         |                                                                                                 |

| 17 listopada 2007 15:00 CET | Finlandia · Forssell 79' · Kuqi 86' | 2:1(0:0)en | Azerbejdżan · M. Gurbonow 63' | Stadion Olimpijski, Helsinki · Widzów: 10 325 · Sędzia: Alain Hamer ( Luksemburg) |
|                             |                                     |            |                               |                                                                                   |

| 17 listopada 2007 20:30 CET | Polska · Smolarek 45', 49' | 2:0(1:0)en | Belgia | Stadion Śląski, Chorzów · Widzów: 47 000 · Sędzia: Claus Bo Larsen ( Dania) |
|                             |                            |            |        |                                                                             |

| 17 listopada 2007 22:00 CET | Portugalia · Almeida 42' | 1:0(1:0)en | Armenia | Estádio do Dragão, Porto · Widzów: 50 000 · Sędzia: Mike Riley ( Anglia) |
|                             |                          |            |         |                                                                          |

| 21 listopada 2007 | Armenia | 0:1(0:0)en | Kazachstan · Ostapenko 64' | Stadion Hanrapetakan, Erywań · Widzów: 8 000 · Sędzia: Fredy Fautrel ( Francja) |
|                   |         |            |                            |                                                                                 |

| 21 listopada 2007 18:00 CET | Azerbejdżan | 0:1(0:0)en | Belgia · Pieroni 53' | Stadion Tofika Bachramowa, Baku · Widzów: 18 000 · Sędzia: Asaf Kenan ( Izrael) |
|                             |             |            |                      |                                                                                 |

| 21 listopada 2007 20:45 CET | Serbia · Žigić 69' · Lazović 71' | 2:2(0:1)en | Polska · Murawski 28' · Matusiak 47' | Stadion Crvena Zvezda, Belgrad · Widzów: 3 000 · Sędzia: Massimo Busacca ( Szwajcaria) |
|                             |                                  |            |                                      |                                                                                        |

| 21 listopada 2007 20:45 CET | Portugalia | 0:0(0:0)en | Finlandia | Estádio do Dragão, Porto · Widzów: 50 000 · Sędzia: Ľuboš Micheľ ( Słowacja) |
|                             |            |            |           |                                                                              |

| 24 listopada 2007 20:45 CET | Serbia · Ostapenko 79' (sam.) | 1:0(0:0)en | Kazachstan | Stadion Crvena Zvezda, Belgrad · Widzów: 400 · Sędzia: Kyros Vassaras ( Grecja) |
|                             |                               |            |            |                                                                                 |